# Naissance en 1957
Naissance
- 1953
- 1954
- 1955
- 1956
- 1957
- 1958
- 1959
- 1960
- 1961

Les naissances en 1957 concernent les personnalités nées entre le 1er janvier et le 31 décembre 1957.

## Janvier
- 1er janvier : 
  - Karen Pence, deuxième dame des États-Unis de 2017 à 2021.
  - Mariam Alhassan Alolo, femme d'affaires et missionnaire musulmane ghanéenne.
- 4 janvier : Shohreh Solati, chanteuse populaire iranienne.
- 6 janvier : Michael Foale, astronaute américano-britannique.
- 8 janvier : 
  - Dwight Clark, joueur américain de football américain († 4 juin 2018).
  - Ron Cephas Jones, acteur américain († 19 août 2023).
- 10 janvier : Dominique Lebrun, évêque catholique français, évêque de Saint-Étienne.
- 11 janvier :
  - Claude Criquielion, coureur cycliste belge († 18 février 2015).
  - Darryl Dawkins, joueur et entraîneur de basket-ball américain († 27 août 2015).
- 12 janvier :
  - John Lasseter, réalisateur de films d'animation, ancien directeur artistique de Pixar.
  - Anna Fotyga, femme d'État polonaise.
  - Nino Konis Santana, homme politique timorais († 14 mars 1998).
- 13 janvier : Norbert Beuls, footballeur belge († 19 février 2014).
- 14 janvier : Stuart Timmons, journaliste, historien, activiste et auteur d'ouvrages sur l'histoire LGBT américain († 28 janvier 2017).
- 17 janvier : 
  - Keith Chegwin, acteur et animateur de télévision britannique († 11 décembre 2017).
  - Steve Harvey, présentateur télé américain.
- 18 janvier : 
  - Patrice Baudrier, comédien et metteur en scène français.
  - Bert Joris, trompettiste de jazz belge.
- 20 janvier :
  - Maartin Allcock, musicien multi-instrumentiste et réalisateur artistique britannique († 16 septembre 2018).
  - Patrick Perrier, joueur de rugby à XV français († 21 juillet 2015).
- 22 janvier : Michael Bossy, joueur professionnel canadien de hockey sur glace († 15 avril 2022).
- 23 janvier : Caroline Grimaldi, princesse de Monaco.
- 24 janvier : Mark Eaton, joueur de basket-ball américain († 28 mai 2021).
- 27 janvier : Danny Aiello III, cascadeur, réalisateur et acteur américain († 1er mai 2010).
- 29 janvier : Grażyna Miller, poétesse polono-italienne († 17 août 2009).

## Février
- 2 février : Phil Barney, auteur-compositeur-interprète français.
- 3 février : Eric Lander, chercheur américain.
- 5 février : Azouz Begag, écrivain et homme politique français.
- 9 février : Jaco Van Dormael, réalisateur et scénariste belge.
- 11 février :
  - Colette Burgeon, femme politique belge de langue française.
  - Alain Defossé, écrivain et traducteur français († 14 mai 2017).
  - Peter Klashorst, peintre, sculpteur et photographe néerlandais († 11 septembre 2024).
- 12 février : Martin Ziguélé, homme politique centrafricain.
- 14 février : Buzy, chanteuse française († 14 novembre 2023).
- 15 février :
  - Aleksejs Froļikovs, joueur professionnel de hockey sur glace letton († 31 mars 2020).
  - Doina Ruști, romancière roumaine.
- 16 février : Roy Bennett, homme politique zimbabwéen († 17 janvier 2018).
- 17 février : 
  - Loreena McKennitt, auteur-compositeur-interprète canadienne.
  - Andrea Hübner, nageuse est-allemande.
- 18 février : Vanna White, actrice américaine.
- 19 février : Falco, chanteur autrichien († 6 février 1998).
- 21 février : Tomás Campuzano, matador espagnol.
- 23 février : Moncef Djebali, footballeur franco-tunisien († 7 novembre 2009).
- 25 février : Régis Laspalès, humoriste et comédien français.
- 26 février : Hervé Giraud, évêque catholique français, évêque de Soissons.
- 27 février :
  - Kevin Curran, scénariste, producteur et acteur américain († 25 octobre 2016).
  - Michèle Rollin, réalisatrice et critique cinématographique française.
- 28 février :
  - Lionel Le Falher, peintre français († 4 mai 2008).
  - John Turturro, acteur américain.

## Mars
- 3 mars :
  - Kalev Mutond, homme congolais (DRC) travaillant dans les services de renseignements.
  - Michael Prophet, chanteur de reggae jamaïcain († 16 décembre 2017).
- 5 mars : Mark E. Smith, chanteur britannique († 24 janvier 2018).
- 7 mars : Gérard Basset, sommelier français († 16 janvier 2019).
- 8 mars : 
  - César Durcin, musicien guadeloupéen († 11 février 2016).
  - Peter et David Paul, acteur américain.
  - Yemi Osinbajo, homme politique nigérian, vice-président du Nigeria.
- 9 mars : Mona Sahlin, femme politique suédoise, ancien ministre et vice-premier ministre de Suède.
- 10 mars : Oussama ben Laden, islamiste apatride d'origine saoudienne, chef spirituel du réseau jihadiste Al-Qaïda († 2 mai 2011).
- 11 mars : Qassem Soleimani, général iranien et commandant de la Force Al-Qods († 3 janvier 2020).
- 12 mars : Andrei Lopatov, basketteur soviétique († 16 février 2022).
- 13 mars :
  - Jean-Yves Lafesse, humoriste français († 22 juillet 2021).
  - Daniel Licht, compositeur américain († 2 août 2017).
- 14 mars : Franco Frattini, politicien italien († 24 décembre 2022).
- 15 mars : Juan José Ibarretxe, homme politique espagnol pro-basque.
- 17 mars : Laurene Landon, actrice canadienne.
- 18 mars : Christer Fuglesang, spationaute suédois.
- 20 mars : Spike Lee, scénariste, réalisateur et producteur américain.
- 21 mars : Youssef Rzouga, poète tunisien.
- 22 mars : Jacek Kaczmarski, poète et chanteur polonais († 10 avril 2004).
- 23 mars :
  - Ananda Devi, femme de lettres et écrivaine mauricienne.
  - Lucio Gutiérrez, homme politique équatorien.
  - Edna Molewa, femme politique sud-africaine († 22 septembre 2018).
  - Amanda Plummer, actrice américano-canadienne.
- 24 mars : 
  - Sophie Barjac, actrice française.
  - Scott J. Horowitz, astronaute américain.
  - Jean-Pierre Marongiu, ingénieur, entrepreneur et écrivain français († 13 juin 2023).
- 26 mars : Oliver Hirschbiegel, réalisateur, scénariste et acteur allemand.
- 27 mars : Stephen Dillane, acteur britannique.
- 29 mars :
  - Maurice Benayoun, artiste français.
  - Michael Foreman, astronaute américain.
  - Christophe Lambert, acteur français né aux États-Unis.
  - Susana Lizano, astrophysicienne mexicaine.
- 30 mars :
  - Elena Kondakova, cosmonaute russe.
  - Michael Lehmann, réalisateur, producteur et scénariste américain.
- 31 mars : Patrick Forrester, astronaute américain.

## Avril
- 2 avril :
  - Paul Chariéras, comédien français.
  - Pascal Delannoy, évêque catholique français, archevêque de Strasbourg.
  - Barbara Jordan, joueuse de tennis américaine.
  - Jacques Monclar, basketteur puis entraîneur et consultant à la télévision française.
  - Richard Wagner, juge en chef du Canada et administrateur du Canada depuis 2021.
- 4 avril : 
  - Joaquín Guzmán dit El Chapo, baron de la drogue mexicain.
  - Aki Kaurismäki, réalisateur et scénariste finlandais.
- 6 avril :
  - Frederico Rosa, footballeur international portugais († 17 février 2019).
  - Christophe Sirchis, musicien et réalisateur français.
- 7 avril : Yann-Fañch Kemener, chanteur traditionnel breton et ethnomusicologue du répertoire breton († 16 mars 2019).
- 9 avril : André Manoukian, pianiste français.
- 10 avril :
  - James D. Hudnall, scénariste de comics américain († 9 avril 2019).
  - Barbara van der Wee, architecte belge.
- 12 avril : Bruno Edan, peintre et poète français († 11 février 1981).
- 13 avril : 
  - Clark Middleton, acteur américain († 4 octobre 2020).
  - Ana Dias Lourenço, femme politique angolaise.
- 17 avril : 
  - Marc Aillet, évêque catholique français, évêque de Bayonne.
  - Anicet-Georges Dologuélé, homme politique centrafricain.
- 19 avril :
  - Nico Baracchi: skeletoneur et bobeur suisse († 24 mars 2015).
  - Bernard Montiel, animateur de télévision et de radio et comédien français.
  - Mukesh Ambani, homme d'affaires indien.
- 21 avril : 
  - Faustin-Archange Touadéra, homme politique centrafricain.
  - Mamadou Koulibaly, homme politique, économiste et enseignant-chercheur ivoirien.
- 22 avril : Donald Tusk, homme politique polonais.
- 23 avril :
  - Dušan T. Bataković, historien et diplomate yougoslave puis serbe († 27 juin 2017).
  - Olsen Filipaina, joueur de rugby à XIII d'origine polynésienne († 10 février 2022).
  - Kenji Kawai, compositeur japonais de musiques de films.
  - Patrik Ourednik, écrivain tchèque.
- 25 avril : Roch Marc Christian Kaboré, homme d'État burkinabè, président du Burkina Faso de 2015 à 2022.
- 28 avril : Léopold Eyharts, spationaute français.
- 29 avril : 
  - Daniel Day-Lewis, acteur britannique.
  - Naomi Mata'afa, femme politique samoane.
  - Timothy Treadwell, écologiste américain amateur d'ours († 5 octobre 2003).
- 30 avril : 
  - Jack Chamangwana, footballeur malawite († 6 mai 2018).
  - Atila Pesyani, acteur iranien († 6 octobre 2023).

## Mai
- 1er mai : Leyla Akhmerova, joueuse soviétique de hockey sur gazon.
- 2 mai :
  - Mambaye Coulibaly, réalisateur d'animation et compositeur malien († 7 février 2015).
  - Dominic L. Gorie, astronaute américain.
- 5 mai : Ronnie Cramer, réalisateur, directeur de la photographie, monteur, producteur, compositeur, scénariste et acteur américain († 29 juin 2021).
- 7 mai : Véronique Jannot, actrice et chanteuse française.
- 8 mai : Marie Myriam, chanteuse française d'origine portugaise.
- 9 mai : Salif Diallo, homme d'État voltaïque puis burkinabé († 19 août 2017).
- 10 mai : Sid Vicious, musicien britannique (de son vrai nom John Simon Ritchie) († 2 février 1979).
- 11 mai :
  - Marina Mahathir, fille de l'ancien Premier ministre malaisien Mahathir Mohamad et de son épouse Siti Hasmah Mohamad Ali.
  - Fanny Cottençon, actrice et productrice française.
  - Hervé Désarbre, organiste français.
  - Peter Hirschfeld, physicien américain.
- 13 mai : 
  - Claudie Haigneré, médecin, femme politique et spationaute française, ancien ministre.
  - Carrie Lam, femme politique chinoise hongkongaise.
- 14 mai :
  - Michel Cymes, médecin, chirurgien spécialisé dans l'Oto-rhino-laryngologie, animateur de télévision et de radio français.
  - Daniela Dessì, cantatrice (soprano) italienne († 20 août 2016).
  - William G. Gregory, astronaute américain.
  - Michel Schatz, champion de pétanque français († 16 juillet 2015).
- 15 mai : Dave Wolverton, écrivain américain († 14 janvier 2022).
- 16 mai : Anthony St John, pair britannique, homme politique, homme d'affaires et avocat.
- 17 mai : Su Miriam, chanteuse de schlager allemande.
- 18 mai : Thierry Meyssan, journaliste français.
- 19 mai : 
  - Philippe Collas, écrivain français.
  - Sophie Thevenoux, femme politique monégasque.
- 20 mai : Chris Harju, rugbywoman américaine.
- 21 mai : 
  - Luc Ravel, évêque aux armées françaises puis archevêque de Strasbourg.
  - Éric Carrière, comédien et humoriste français.
- 22 mai : Lisa Murkowski, femme politique américaine.
- 23 mai : Jimmy McShane, chanteur nord-irlandais.
- 26 mai : 
  - François Legault, homme politique québécois et 32e premier ministre du Québec.
  - Olivia Pascal, actrice allemande.
  - Alaa al-Aswany, romancier égyptien.
- 27 mai :
  - Véronique Augereau, doubleuse vocale française.
  - Patrice Barrat, écrivain, militant, journaliste et réalisateur de documentaire français († 4 février 2018).
  - Siouxsie Sioux, chanteuse des groupes anglais Siouxsie and the Banshees et The Creatures.
- 29 mai :
  - Dominique Warluzel, avocat suisse († 8 mai 2022).
  - Jean-Christophe Yoccoz, mathématicien français († 3 septembre 2016).
- 30 mai : Barbara d'Ursel de Lobkowicz, femme politique belge († 13 juillet 2017).

## Juin
- 1er juin : 
  - Gilles Benizio, humoriste et acteur français.
  - Viktor Tioumenev, joueur soviétique puis russe de hockey sur glace († 2 août 2018).
  - Yasuhiro Yamashita, judoka japonais.
- 3 juin : Mónica Fein, femme politique argentine.
- 4 juin : Jana Lahodová, joueuse tchécoslovaque de hockey sur gazon († 15 octobre 2010).
- 6 juin : 
  - Marc Goblet, syndicaliste et homme politique belge († 16 juin 2021).
  - Lee Cha-su,  homme politique sud-coréen († 9 mars 2020).
  - Oscar Sisto, comédien, interprète et metteur en scène.
- 7 juin : Fred Vargas, femme de lettres, écrivain française.
- 10 juin : Hidetsugu Aneha, architecte japonais.
- 11 juin : Charly Barat, peintre, illustrateur et humoriste français († août 2010).
- 12 juin : 
  - Geri Allen, pianiste de jazz américaine († 27 juin 2017).
  - Geetanjali Shree, écrivaine indienne.
  - Véronique Trillet-Lenoir, oncologue et femme politique française († 9 août 2023).
- 15 juin :
  - Zhang Guimei, enseignante chinoise.
  - André Mba Obame, homme politique gabonais († 12 avril 2015).
- 16 juin : Marc Nicolas, haut fonctionnaire français († 21 décembre 2016).
- 16 juin : Alexandra Marinina, romancière russe.
- 20 juin :
  - Saïd Omar Oili, homme politique français à Mayotte.
  - Luc Mbassi, footballeur camerounais († 8 octobre 2016).
- 21 juin : Dagobert Banzio, homme politique ivoirien  († 26 août 2017).
- 22 juin : Meglena Kouneva, femme politique bulgare.
- 23 juin : 
  - Frances McDormand, actrice américaine.
  - Jean-Luc Laurent, homme politique français († 11 janvier 2024).
- 24 juin : Ilie Bărbulescu, footballeur roumain († 1er février 2020).
- 25 juin : William Goh, cardinal singapourien, archevêque de Singapour.
- 26 juin  : Hervé Temime, avocat pénaliste français († 10 avril 2023).
- 28 juin : Bea Fiedler, actrice allemande.
- 29 juin :
  - Gurbanguly Berdimuhamedow, homme d'État turkmène, président du Turkménistan de 2006 à 2022.
  - Ouka Leele, photographe espagnole († 24 mai 2022).

## Juillet
- 2 juillet : 
  - Bret Hart, catcheur canadien.
  - Aleksandra Iakovleva, actrice et femme d'affaires soviétique puis russe († 1er avril 2022).
  - Bernard de Vienne, compositeur français.
- 5 juillet : Kausea Natano, homme politique tuvalais.
- 6 juillet : Mario Martinez, haltérophile américain († 14 janvier 2018).
- 8 juillet : 
  - Françoise Forton, actrice brésilienne († 16 janvier 2022).
  - Mimie Mathy, comédienne et humoriste française.
- 9 juillet : Kelly McGillis, actrice américaine.
- 11 juillet : Ahmed Hachani, homme politique tunisien.
- 12 juillet : Dave Semenko, joueur de hockey sur glace canadien († 29 juin 2017).
- 17 juillet :
  - Jean-Claude Dunyach, scientifique et écrivain de science-fiction français.
  - Regina Askia-Williams, haute fonctionnaire nigériane.
- 19 juillet : Benoît Duquesne, journaliste, grand reporter et présentateur français († 4 juillet 2014).
- 21 juillet :
  - Jon Lovitz, acteur, humoriste et chanteur américain.
  - Vladimir Malaniouk, joueur d'échecs soviétique puis ukrainien († 2 juillet 2017).
- 22 juillet : Bojan Udovič, coureur cycliste yougoslave slovène († 11 juillet 2015).
- 23 juillet : Theo van Gogh, réalisateur néerlandais, arrière-petit-fils de Théodore van Gogh frère de Vincent Van Gogh († 2 novembre 2004).
- 24 juillet : 
  - Chris Bailey, chanteur australo-irlandais († 9 avril 2022).
  - Dirce Funari, actrice italienne.
  - Shavkat Mirziyoyev, Homme d'État Ouzbek et président de la République d'Ouzbékistan depuis 2016.
- 25 juillet : Daniel W. Bursch, astronaute américain.
- 27 juillet : 
  - Turai Yar'Adua, femme politique nigériane.
  - Achille Mbembe, historien, politologue et enseignant universitaire camerounais.
- 28 juillet : Oscar Muller, footballeur argentin naturalisé français († 19 août 2005).
- 29 juillet : Viktor Gavrikov, joueur d'échecs lituanien († 27 avril 2016).
- 30 juillet : Bert Oosterbosch, coureur cycliste néerlandais († 18 août 1989).
- 29 juillet : Fumio Kishida, homme politique japonais.
- Jour non précisé : Véronique Thouvenot, médecin chilienne.

## Août
- 1er août : Taylor Negron, acteur américain († 10 janvier 2015).
- 2 août : Konstantin Kokora, patineur artistique soviétique puis russe († 18 juin 2025).
- 3 août : Carlos Sahakian, artiste plasticien et poète franco-uruguayen.
- 6 août : Patrick Borg, acteur français de doublage
- 7 août : Saabit Hadžić, joueur de basket-ball yougoslave puis bosnien († 3 mars 2018).
- 8 août : Ismaïla Manga, artiste contemporain sénégalais, peintre, infographe et sculpteur († 13 mars 2015).
- 9 août : Melanie Griffith, actrice américaine.
- 13 août : Daniel Desmedt, psychiatre et photographe belge.
- 18 août : Carole Bouquet, actrice française.
- 21 août : Tignous, caricaturiste et dessinateur de presse français († 7 janvier 2015).
- 22 août : Holly Dunn, chanteuse de musique country américaine († 14 novembre 2016).
- 28 août :
  - Manuel Preciado, joueur et entraîneur de football espagnol († 6 juin 2012).
  - Daniel Stern, acteur, réalisateur, producteur et scénariste américain.
- 29 août :
  - Severino Bottero, entraîneur de ski alpin italien († 2 janvier 2006).
  - Kei Marimura, actrice et mannequin japonaise.
  - Shirō Sagisu, compositeur japonais.

## Septembre
- 2 septembre : Steve Porcaro, claviériste et chanteur membre du groupe de rock américain Toto.
- 4 septembre : Patricia Tallman, actrice américaine.
- 6 septembre : Michaëlle Jean, femme politique, gouverneure générale du Canada.
- 7 septembre : Charles Koffi Diby, économiste et homme politique ivoirien († 7 décembre 2019).
- 8 septembre : Heather Thomas, actrice américaine.
- 9 septembre : Pierre-Laurent Aimard, pianiste français
- 10 septembre : Andreï Makine, écrivain français originaire de Sibérie.
- 11 septembre :
  - Jean-Yves Cendrey, écrivain français.
  - Jeh Johnson, avocat et homme politique américain.
- 12 septembre : Road Warrior Hawk, catcheur américain († 19 octobre 2003).
- 13 septembre : Bongbong Marcos, homme politique philippin.
- 14 septembre : 
  - François Asselineau, haut fonctionnaire et homme politique français.
  - George Reilly, footballeur anglais.
- 16 septembre :
  - Jean-Yves Nahmias, évêque catholique français, évêque auxiliaire de Paris.
  - Dan Poulin, joueur de hockey sur glace canadien († 2 janvier 2015).
- 17 septembre :
  - William De Acutis, acteur américain († 5 mai 1991).
  - Beatrice Marshoff, politicienne sud-africaine († 15 avril 2023).
- 18 septembre : Hein Willemse, écrivain sud-africain.
- 19 septembre : Richard M. Linnehan, astronaute américain.
- 21 septembre : Ethan Coen, producteur et scénariste américain.
- 22 septembre : José Maria Memet, poète et producteur culturel chilien.
- 24 septembre : Sibongile Khumalo, chanteuse d'opéra sud-africaine († 28 janvier 2021).
- 25 septembre : 
  - Michael Madsen, acteur américain († 3 juillet 2025).
  - Jean-Pierre Demailly, mathématicien français († 17 mars 2022).
- 27 septembre :
  - Christophe Bourseiller, acteur, journaliste, animateur audiovisuel, écrivain et enseignant français.
  - Gérald Gorridge, auteur de bande dessinée français († 9 mars 2018).
- 28 septembre : John Bowman, acteur, scénariste et producteur américain († 28 décembre 2021).
- 29 septembre : Emmanuel Ratier, éditeur, essayiste et journaliste français († 19 août 2015).
- 30 septembre : Fran Drescher, actrice comique américaine.

## Octobre
- 3 octobre :
  - Charles Court, compositeur français de musique de film († 19 juin 2015).
  - Adolfo Horta, boxeur cubain († 28 novembre 2016).
- 4 octobre : 
  - Bill Fagerbakke, acteur américain.
  - Greg Linteris, astronaute américain.
- 5 octobre :
  - Jeanne Evert, joueuse de tennis américaine († 20 février 2020).
  - Haydn Gwynne, actrice britannique († 20 octobre 2023).
  - Bernie Mac, acteur et humoriste américain († 9 août 2008).
- 8 octobre : Richard Thompson, auteur de bande dessinée et illustrateur américain († 27 juillet 2016).
- 9 octobre : Iouri Ousatchev, cosmonaute russe.
- 10 octobre : 
  - Jacques Verdier, journaliste sportif et écrivain français († 15 décembre 2018).
  - Didier Roustan, journaliste sportif français († 11 septembre 2024).
- 12 octobre : Clémentine Célarié, actrice française.
- 14 octobre : Marc Neil-Jones, journaliste vanuatais.
- 18 octobre : Catherine Ringer, chanteuse multi-instrumentiste de rock français et membre des Rita Mitsouko.
- 19 octobre : Karl Wallinger, chanteur, guitariste et claviériste anglais († 10 mars 2024).
- 22 octobre : 
  - Francis Metzger, architecte belge et fondateur de MA².
  - Hassoumi Massaoudou, homme politique nigérien.
- 23 octobre : Paul Kagame, homme politique rwandais, président du Rwanda depuis 2000 et président de l'Union africaine de 2018 à 2019.
- 24 octobre : John Kassir, acteur et producteur américain.
- 28 octobre : 
  - Florence Arthaud, navigatrice française († 9 mars 2015).
  - Rachel Levine, pédiatre et femme politique américaine.
  - Ahmet Kaya, musicien kurde-turc († 16 novembre 2000).
- 29 octobre : Dan Castellaneta, acteur, scénariste, humoriste et chanteur américain d'origine italienne.
- 30 octobre : Aleksandr Lazoutkine, cosmonaute russe.
- 31 octobre : Christian Cloarec, acteur français.

## Novembre
- 3 novembre : 
  - Marc Le Mené, photographe et artiste multimédia française.
  - Dolph Lundgren, acteur suédois.
- 4 novembre : 
  - Angela Kelly, créatrice de mode et modiste britannique.
  - Ariane Carletti, animatrice, chanteuse et productrice de télévision française († 3 septembre 2019).
- 6 novembre : Ciro Gomes, politicien brésilien.
- 7 novembre : King Kong Bundy, catcheur américain († 4 mars 2019).
- 8 novembre : Joseph Bagobiri, prélat catholique nigérian († 27 février 2018).
- 9 novembre :  Mohammed Benhammou, universitaire marocain.
- 10 novembre : Silvio Palmieri, compositeur canadien († 22 octobre 2018).
- 12 novembre : 
  - Cécilia Attias, ex-épouse de Nicolas Sarkozy.
  - Chelsia Chan, actrice hongkongaise.
  - Georges Gandhi Tounkara, entrepreneur et homme politique guinéen († 7 janvier 2016).
- 13 novembre : Stephen Baxter, écrivain britannique.
- 14 novembre :  Alena Kyselicová, joueuse tchécoslovaque de hockey sur gazon.
- 15 novembre : Joey Miyashima, acteur américain d'origine japonaise.
- 16 novembre : 
  - Jacques Gamblin, acteur français.
  - Ingemar Erlandsson, joueur de football suédois († 9 août 2022).
- 18 novembre : 
  - William Coryn, acteur, directeur artistique et adaptateur français
  - Angela Franke, nageuse est-allemande.
- 22 novembre :
  - Glen Clark, premier ministre de la Colombie-Britannique.
  - Don Newman, joueur et entraîneur de basket-ball américain († 11 septembre 2018).
- 24 novembre : Denise Crosby, actrice, productrice et modèle américaine.
- 27 novembre : Caroline Kennedy, sœur de John Fitzgerald Kennedy Jr. de la famille Kennedy.
- 28 novembre : Fiorenzo Lafranchi, éducateur et éditeur suisse († 9 août 1995).
- 29 novembre : Janet Napolitano, femme politique américaine.
- 30 novembre :
  - Joël Champetier, auteur québécois de fantastique, de fantasy et de science-fiction († 30 mai 2015).
  - Margaret Spellings, femme politique américaine, Secrétaire à l'éducation aux États-Unis.
  - Djibrill Bassolé, homme politique burkinabé.

## Décembre
- 4 décembre : Jean-Jacques Amsellem, réalisateur de télévision français.
- 7 décembre : John Lee Ka-chiu, Premier secrétaire de l'administration de Hong-Kong.
- 10 décembre : Michael Clarke Duncan, acteur américain († 3 septembre 2012).
- 12 décembre :
  - Serge Larivière, acteur belge († 22 septembre 2018).
  - Aïssata Tall Sall, femme politique sénégalaise.
- 13 décembre : Steve Buscemi, acteur et réalisateur américain.
- 19 décembre : Michael E. Fossum, astronaute américain.
- 20 décembre : Anita Baker, chanteuse américaine.
- 24 décembre :
  - Jérôme Beau, évêque catholique français, évêque auxiliaire de Paris.
  - Richard Cowan, baryton américain († 16 novembre 2015).
- 25 décembre :
  - Shane MacGowan, chanteur et musicien irlandais(† 30 novembre 2023).
  - Dudu Zulu, percussionniste et danseur du groupe sud-africain Savuka († 4 mai 1992).
- 26 décembre : Mike South réalisateur américain.
- 29 décembre :
  - Louis Bodin, météorologue et présentateur de météo français.
  - Brad Grey, producteur de télévision et de cinéma américain († 14 mai 2017).
- 30 décembre : Sato Kilman, homme politique vanuatais.

## Date précise inconnue
- Leyla Belyalova, universitaire ouzbèke.
- Paolo Cesaretti, historien italien.
- Daína Chaviano, écrivaine cubaine.
- Joe Enook, homme politique canadien († 29 mars 2019).
- François Gabin, peintre français.
- Sofía Gandarias, peintre espagnole († 23 janvier 2016).
- Mohammed Fahim Khan, homme politique, chef militaire, seigneur de guerre et maréchal afghan († 9 mars 2014).
- Andreï Kolkoutine, peintre soviétique puis russe.
- Joni Madraiwiwi, avocat, intellectuel, homme d'État et grand chef fidjien († 29 septembre 2016).
- Tom McClung, pianiste et compositeur américain de jazz († 14 mai 2017).
- Tiémoko Sangaré, homme politique malien.
- Joke Tjalsma, actrice néerlandaise.
- Manolo Yanes, peintre espagnol.
- Nina Yashar, galeriste iranienne.
- Luc Mbassi, footballeur camerounais († 8 octobre 2016).
- Jean-Louis Faure, acteur français († 27 mars 2022).
- Jimi Mbaye, guitariste, chanteur, auteur, compositeur sénégalais († 12 février 2025).